# Кассандра
Касса́ндра (Cassandra, др.-греч. Κασσάνδρα), называемая также Александра — в древнегреческой мифологии троянская царевна, наделённая Аполлоном даром пророчества и предвидевшая гибель Трои. За отказ во взаимности Аполлону тот сделал так, что предсказаниям Кассандры никто не верил.
Имя её стало нарицательным, в переносном смысле Кассандра — вестница несчастья.

## Мифология
Сведения о ней весьма многочисленны и часто противоречивы. Дочь последнего троянского царя Приама и его второй супруги Гекубы, сестра других детей царской четы: Гектора, Париса, Поликсены и остальных[уточнить].

Наиболее популярная версия появления у неё пророческого дара приведена в трагедии Эсхила «Агамемнон», где Кассандра рассказывает хору, что пообещала Аполлону ответить на его любовь, и получила от бога способность вещать о будущем, но обманула его, отвергнув, и тем навлекла на себя его гнев: Аполлон сделал так, чтобы никто не верил её пророчествам. В рассказе Сервия это отображается в символической форме: Аполлон плюёт в рот девушке (уговорив её на поцелуй).
«Горе вам! Горе мне!»
По более позднему нераспространённому варианту мифа, однажды в детстве, будучи во время празднества забытой взрослыми, Кассандра вместе со своим братом-близнецом Геленом заснули в храме Аполлона Фимбрейского (на троянской равнине), и там священные змеи вылизали ей уши так чисто, что она смогла «слышать» будущее.
Согласно Гомеру, она была красивейшей из дочерей Приама, однако её пророческий дар он не упоминает. Уже в киклических поэмах она выступает как пророчица, предсказаниям которой никто не верит. Трагическим пророчествам Кассандры не внимали, её осмеивали и принимали за безумную. Но предсказанное воплотилось в гибели её семьи и разрушении Трои.
Ряд авторов называет Кассандру, в связи с Аполлоном, девственницей, Пиндар называет её «девой-пророчицей». Есть версия, что Аполлон также обрёк её на безбрачие.

### Внешность
Кассандра, Приама дочь,

Синеокая дева в пышных кудрях.

В памяти смертных живёт.
Гомер ограничивается тем, что называет Кассандру «прекраснейшей» и сравнивает её с «золотой Афродитой». У Ивика также говорится о её красоте, и она названа «синеокой девой в пышных кудрях». О «золоте кос» говорит Еврипид. Согласно Лукиану, Полигнот в Дельфах изобразил Кассандру с замечательными бровями и румянцем на щеках.
Портретные характеристики появляются уже в раннесредневековых текстах. У Дарета она «небольшого роста, с изящным ртом, рыжая, со сверкающими глазами, знающая будущее». Малала дает следующее описание: 

небольшого роста (?), с круглыми глазами, светлокожая, с мужским сложением, с красивым носом, красивыми глазами, черноглазая, со светлокаштановыми волосами, кудрявая, с красивой шеей, большой грудью, маленькими ногами, спокойная, благородная, жрица, пророчица правдивая и все предсказывающая, целомудренная дева
Иоанн Цец в описании внешности Кассандры следует Малале, слегка сокращая его.

### Троянская война
Вскоре после событий Суда Париса — в споре трёх богинь за звание красивейшей — Парис участвует в состязаниях в Трое, всех побеждая. Ещё до его рождения было предсказано, что он станет виновником гибели Трои, отчего царственные родители оставили его на горе Иде. Но мальчик выжил и теперь спустился с неё как безвестный пастух, в ком Кассандра первая опознала Париса и желала ему смерти, предвидя беды, что он принесёт. Однако он торжественно возвращён в царский дом.
Отплывающему в Спарту Парису Кассандра предсказывает горькое будущее и по его возвращении называет Елену виновницей грядущих несчастий для Трои, но ей не верят. Все смеялись над ней как над безумной, а Приам приказал держать дочь взаперти.
Кассандра первой увидела тело своего брата Гектора, когда его привёз Приам, и подняла плач.
По Гомеру, герой Офрионей пришёл на помощь Трое, обещая изгнать данайцев, и попросил Кассандру в жёны. Приам согласился, но Офрионей погиб в бою. Многие авторы называют женихом Кассандры Кореба, погибшего в ночь взятия Трои. По Вергилию, он был влюблён в пророчицу, но не верил её словам.

### После падения Трои
Кассандра напрасно противилась введению деревянного коня в город, предупреждая о затаённой в нём опасности, её никто не послушал.
Когда ахейцы захватили Трою, она искала убежище в храме Афины у деревянной статуи богини. Локриец Эант (Аякс Малый) оттащил Кассандру от неё и изнасиловал. Глаза статуи обратились к небу, не желая смотреть на этот позор, Афина разгневалась и впоследствии отомстила грекам (см. Локрийские девы). Аякс был убит по пути домой.
Филострат отмечает, что Аякс не изнасиловал её, а отвёл к себе в палатку. Когда Агамемнон увидел Кассандру, то, поражённый её красотой, пожелал отобрать её у Аякса и обвинил того в святотатстве. Аякс бежал. Более ранние авторы пишут, что Кассандра досталась Агамемнону при разделе добычи и стала его пленницей (рабыней).
Квинт Смирнский повествует, что пленные троянки рыдали и смотрели на Кассандру, вспоминая её пророчества, которым не верили, а она смеялась.
Ахейцы обсуждали, нужно ли принести в жертву Ахиллу Кассандру или Поликсену, но выбрали последнюю, так как Кассандра уже побывала на ложе Агамемнона. Павсаний также пишет, что Кассандра оставила ларец с изображением Диониса на несчастье тому из эллинов, кто его найдёт, и тот достался в добычу Еврипилу, сыну Евемона.

### Гибель
Пока Агамемнон был на войне, его жена Клитемнестра изменила мужу с Эгисфом. Согласно неизвестной трагедии, пересказанной Гигином, брат Паламеда Ойакс, чтобы отомстить за него, солгал Клитемнестре, будто Агамемнон везёт Кассандру наложницей, чем вызвал её ревность. Остальные авторы не сомневаются, что Кассандра стала наложницей царя.
Когда Агамемнон и Кассандра прибыли в Микены, Клитемнестра попросила своего мужа пройти по пурпурному ковру (цвет символизирует богов). Первоначально Агамемнон отказывался, но в конечном итоге ступил на него. Царь не внимает предсказанию Кассандры, которая предвидит свою смерть, смерть царя и месть за них Ореста.
Тогда Клитемнестра и Эгисф убили Агамемнона, а Кассандру убила сама Клитемнестра (по Гомеру, вместе с царём, по Эсхилу — несколько позже).
Некоторые источники упоминают, что у Кассандры и Агамемнона родился либо сын Теледем, либо мальчики-близнецы — Теледам и Пелоп, также убитые Эгисфом.

### Последующая традиция
Могилу Кассандры показывали в Амиклах, а могилу её детей — в Микенах. Впрочем, у Еврипида Кассандра предсказывает, что её тело сожрут звери (что объясняло отсутствие могилы в месте смерти). В Амиклах и Левктрах (Лаконика) в античное время были храмы со статуями Кассандры, почитавшейся здесь под именем Александры. Её святилище было в Давнии, где её почитали как богиню. Плутарх приводит толкование, по которому Кассандра умерла в Таламах (Лаконика) и получила имя Пасифаи, под которым и почиталась (так она отождествлялась с местным божеством, чье прорицалище было в Таламах).
Именем Кассандры назван астероид 114, открытый в 1871 году.

## В искусстве
Одна из сцен на ларце Кипсела показывала, как Аякс оттаскивает Кассандру от статуи Афины, и включала приводимую Павсанием стихотворную строку об этом. На картине Полигнота, находившейся в Дельфах, был изображён следующий эпизод: Аякс приносит присягу на жертвеннике, а Кассандра сидит на земле с ксоаном Афины, который держит в руках. Насилие Аякса над Кассандрой были также сюжетом картины Панэна, находившейся в Олимпии. Согласно Плинию, живописец Теор (или Теон; конец IV — начало III века до н. э.) создал картину «Кассандра», которую позднее можно было увидеть в римском храме Согласия. Поэт Христодор описал статую Кассандры, изображённой молчащей.

### В литературе

#### Драматургия
Действующее лицо трагедии Эсхила «Агамемнон», трагедий Софокла «Аякс Локрийский» и «Поликсена», трагедий Еврипида «Александр» и «Троянки», трагедии неизвестного автора «Кассандра», трагедии Акция «Клитемнестра», Сенеки «Агамемнон». Монодрама Ликофрона «Александра» почти целиком состоит из монолога пророчицы, загадочным языком предсказывающей грядущие события вплоть до походов Александра Великого.
- Трагедия Г. Эйленберга «Кассандра».
- Трагедия Леси Украинки «Кассандра».
- Трагедия П. Эрнста «Кассандра».

#### Поэзия
- Ф. Шиллер, баллада «Кассандра».
- В. К. Кюхельбекер, поэма «Кассандра».
- Мережковский, «Кассандра» (1922)[67]

Переделки из Эсхила:
- А. Ф. Мерзляков, «Кассандра в чертогах Агамемнона».
- А. Н. Майков, «Кассандра».

#### Проза
- 1947 — повесть Ганса Эриха Носсака «Кассандра»
- 1984 (рус. 1988) — повесть Кристы Вольф «Кассандра[нем.]», где изложение ведётся от первого лица.
- 1986 — роман М. З. Брэдли «Головня[англ.]» (The Firebrand). В произведениях Вольф и Брэдли возлюбленным Кассандры выступает Эней.
- 2005 — роман Линдсея Кларка[англ.] «Возвращение из-под Трои».
- 2005—2007 — Трилогия Дэвида Геммела «Троя[англ.]».
- 2006 — повесть З. Юрьева «Рука Кассандры».

В.А. Жуковский. «Кассандра».
Произведения, использующие имя или образ Кассандры:
- 1978 — Рассказ Кэролайн Черри «Кассандра[англ.]»
- 1996 — Роман Чингиза Айтматова «Тавро Кассандры».
- 2007 — Мечта Кассандры (фильм).
- 2009 — роман Бернара Вербера «Зеркало Кассандры» (фр. Le Miroir de Cassandre)
- 2011 — Ю.Н. Вознесенская. Путь Кассандры, или Приключения с макаронами. Изд. "Лепта Книга"

### В музыке
- Появляется в опере Гектора Берлиоза «Троянцы», написанной в 1856-1858 гг.
- 1967 — Владимир Высоцкий «Песня о Вещей Кассандре»
- 1974 — сочинение английского композитора Брайана Фернихоу «Песнь сновидения (мечты) Кассандры»
- 1982 — шведская группа ABBA записала песню «Cassandra», в которой главная героиня, жительница Трои, обращается к Кассандре; песня на В-side их последнего сингла «The Day Before You Came»
- 1993 — сочинение Микаэля Жарреля «Кассандра»
- 1998 — альбом норвежской рок-группы Theatre of Tragedy «Aégis» начинается композицией «Cassandra»
- 2001 — песня немецкой группы Blind Guardian «And then there was Silence» о Кассандре, Троянской войне, гибели Гектора и разорении Трои
- 2008 — российская рок-группа Origami выпустила альбом-пластинку «Синдром Кассандры» с одноимённой песней
- 2008 — российская рок-группа Би-2 выпустила сингл «Муза», в который вошла композиция с названием «Кассандра»
- 2015 —  Pyrokinesis - «kassandra»
- 2016 — песня английской певицы Софи Эллис-Бекстор «Cassandra» была включена в трек-лист её альбома «Familia»
- 2020 — Miyagi & Andy Panda - Кассандра (Kosandra). Под Кассандрой подразумеваются наркотики.
- 2022 — британская исполнительница Florence Welch в песне «Cassandra» сравнивает себя с героиней древнегреческой мифологии
- 2024 — «Cassandra» — одна из песен американской певицы Тейлор Свифт с альбома «The Tortured Poets Department: The Anthology»

### В кинематографе
- 1956 — «Елена Троянская» Роберта Уайза; Кассандра — Джанетт Скотт
- 1961 — «Троянская война» Джорджо Феррони; Кассандра — Лидия Альфонси[англ.]
- 1965 — В сериале «Доктор Кто» Кассандра появилась в эпизоде «Создатели мифов» (The Myth Makers). В роли Кассандры —Френсис Уайт[англ.]
- 1971 — «Троянки» Михалиса Какоянниса; Кассандра — Женевьев Бюжо
- 1976 — «Перевал Кассандры»
- 1995 — «12 обезьян» Терри Гиллиама; упоминание комплекса Кассандры
- 2003 — мини-сериал «Елена Троянская» Джона Кента Харрисона; Кассандра — Эмилия Фокс
- 2018 — мини-сериал «Падение Трои»; Кассандра — Эйми-Фион Эдвардс
- 2020 — «Девушка, подающая надежды» реж. Эмиральд Феннел; образ главной героини Кассандры (Кэри Маллиган) во многом отсылает к мифам о Кассандре

### В астрономии
В честь Кассандры назван астероид (114) Кассандра, открытый 23 июля 1871 года германо-американским астрономом К. Г. Ф. Петерсом в Клинтоне, США

### В IT индустрии
Apache Cassandra — распределённая система управления базами данных, относящаяся к классу NoSQL-систем и рассчитанная на создание высокомасштабируемых и надёжных хранилищ огромных массивов данных, представленных в виде хэша.